# Summit Series
Summit Series (franska La Série du Siècle, ryska Суперсерия СССР — Канада) arrangerades 2-28 september 1972, och var en matchserie i ishockey mellan Kanada och Sovjet, där Kanada spelade med sina bästa proffsspelare från NHL. Matchserien bestod av åtta matcher varav fyra spelades i Kanada och fyra i Sovjetunionen. Kanada vann matchserien, bland annat efter seger i 3 av 4 matcher i Moskva.

## Laguppställningar
| Nr        | Spelare            | Position           | Lag                   | Spelade Matcher |
| Målvakter |                    |                    |                       |                 |
| 1         | Eddie Johnston     | Eddie Johnston     | Boston Bruins         | 0               |
| 29        | Ken Dryden         | Ken Dryden         | Montréal Canadiens    | 4               |
| 35        | Tony Esposito      | Tony Esposito      | Chicago Black Hawks   | 4               |
| Backar    |                    |                    |                       |                 |
| 2         | Gary Bergman       | Gary Bergman       | Detroit Red Wings     | 8               |
| 3         | Pat Stapleton      | Pat Stapleton      | Chicago Black Hawks   | 7               |
| 4         | Bobby Orr          | Bobby Orr          | Boston Bruins         | 0               |
| 5         | Brad Park          | Brad Park          | New York Rangers      | 8               |
| 16        | Rod Seiling        | Rod Seiling        | New York Rangers      | 3               |
| 17        | Bill White         | Bill White         | Chicago Black Hawks   | 7               |
| 23        | Serge Savard       | Serge Savard       | Montréal Canadiens    | 5               |
| 25        | Guy Lapointe       | Guy Lapointe       | Montréal Canadiens    | 7               |
| 26        | Don Awrey          | Don Awrey          | Boston Bruins         | 2               |
| 32        | Dale Tallon        | Dale Tallon        | Vancouver Canucks     | 0               |
| 37        | Jocelyn Guevremont | Jocelyn Guevremont | Vancouver Canucks     | 0               |
| 38        | Brian Glennie      | Brian Glennie      | Toronto Maple Leafs   | 0               |
| Forwards  |                    |                    |                       |                 |
| 6         | Ron Ellis          | HF                 | Toronto Maple Leafs   | 8               |
| 7         | Phil Esposito      | C                  | Boston Bruins         | 8               |
| 8         | Rod Gilbert        | HF                 | New York Rangers      | 6               |
| 9         | Bill Goldsworthy   | HF                 | Minnesota North Stars | 3               |
| 10        | Dennis Hull        | VF                 | Chicago Black Hawks   | 4               |
| 11        | Vic Hadfield       | VF                 | New York Rangers      | 2               |
| 12        | Yvan Cournoyer     | HF                 | Montréal Canadiens    | 8               |
| 14        | Wayne Cashman      | HF                 | Boston Bruins         | 2               |
| 15        | Red Berenson       | C                  | Detroit Red Wings     | 2               |
| 18        | Jean Ratelle       | C                  | New York Rangers      | 6               |
| 19        | Paul Henderson     | VF                 | Toronto Maple Leafs   | 8               |
| 20        | Pete Mahovlich     | VF                 | Montréal Canadiens    | 7               |
| 21        | Stan Mikita        | C                  | Chicago Black Hawks   | 2               |
| 22        | Jean-Paul Parise   | VF                 | Minnesota North Stars | 6               |
| 24        | Mickey Redmond     | HF                 | Detroit Red Wings     | 1               |
| 27        | Frank Mahovlich    | VF                 | Montréal Canadiens    | 6               |
| 28        | Bobby Clarke       | VF                 | Philadelphia Flyers   | 8               |
| 33        | Gilbert Perreault  | C                  | Buffalo Sabres        | 2               |
| 34        | Marcel Dionne      | C                  | Detroit Red Wings     | 0               |
| 36        | Rick Martin        | LW                 | Buffalo Sabres        | 0               |

| Nr        | Spelare               | Position             | Lag                | Spelade Matcher |
| Målvakter |                       |                      |                    |                 |
| 1         | Viktor Singer         | Viktor Singer        | Sparktak Moskva    | 0               |
| 20        | Vladislav Tretjak     | Vladislav Tretjak    | CSKA Moskva        | 8               |
| 26        | Aleksandr Pasjkov     | Aleksandr Pasjkov    | Dynamo Moskva      | 0               |
| 27        | Aleksandr Sidelnikov  | Aleksandr Sidelnikov | Krylja Sovetov     | 0               |
| Backar    |                       |                      |                    |                 |
| 2         | Aleksandr Gusev       | Aleksandr Gusev      | CSKA Moskva        | 6               |
| 3         | Vladimir Lutjenko     | Vladimir Lutjenko    | CSKA Moskva        | 8               |
| 4         | Viktor Kuskin         | Viktor Kuskin        | CSKA Moskva        | 7               |
| 5         | Aleksandr Ragulin     | Aleksandr Ragulin    | CSKA Moskva        | 6               |
| 6         | Valerij Vasiljev      | Valerij Vasiljev     | Dynamo Moskva      | 6               |
| 7         | Gennadij Tsygankov    | Gennadij Tsygankov   | CSKA Moskva        | 8               |
| 14        | Jurij Sjatalov        | Jurij Sjatalov       | Krylja Sovetov     | 2               |
| 25        | Jurij Ljapkin         | Jurij Ljapkin        | Chimik Voskresensk | 6               |
| 26        | Jevgenij Paladjev     | Jevgenij Paladjev    | Spartak Moskva     | 3               |
|           | Vitalij Davydov       | Vitalij Davydov      | Dynamo Moskva      | 0               |
| Forwards  |                       |                      |                    |                 |
| 8         | Vjatjeslav Startjinov | C                    | Spartak Moskva     | 1               |
| 9         | Jurij Blinov          | VF                   | CSKA Moskva        | 5               |
| 10        | Aleksandr Maltsev     | HF                   | Dynamo Moskva      | 8               |
| 11        | Jevgenij Zimin        | HF                   | Spartak Moskva     | 2               |
| 12        | Jevgenij Misjakov     | VF                   | CSKA Moskva        | 6               |
| 13        | Boris Michajlov       | HF                   | CSKA Moskva        | 8               |
| 15        | Aleksandr Jakusjev    | VF                   | Spartak Moskva     | 8               |
| 16        | Vladimir Petrov       | C                    | CSKA Moskva        | 8               |
| 17        | Valerij Charlamov     | VF                   | CSKA Moskva        | 7               |
| 18        | Vladimir Vikulov      | VF                   | CSKA Moskva        | 6               |
| 19        | Vladimir Sjadrin      | C                    | Spartak Moskva     | 8               |
| 21        | Vjatjeslav Solodusjin | C                    | SKA Leningrad      | 1               |
| 22        | Vjatjeslav Anisin     | C                    | Krylja Sovetov     | 7               |
| 23        | Jurij Lebedev         | VF                   | Krylja Sovetov     | 3               |
| 24        | Aleksandr Budonov     | HF                   | Krylja Sovetov     | 3               |
| 29        | Aleksandr Martynjuk   | HF                   | Spartak Moskva     | 1               |
| 30        | Aleksandr Voltjkov    | C                    | CSKA Moskva        | 3               |

## Sverige och Tjeckoslovakien
Under det två veckor långa uppehållet mellan match 4 och match 5 spelade Kanada två matcher mot det Svenska landslaget på Johanneshovs isstadion, 16-17 september 1972. Match ett slutade med vinst för Kanada med 4-1, medan match 2 slutade oavgjort 4-4. Den 30 september samma år, efter sista matchen i serien, åkte kanadensarna även till Prag och spelade 3-3 mot Tjeckoslovakien. Svenskarna beskyllde Kanada för ful spelstil.

## Resultat
Match 1: 2 september 1972, Forum de Montréal, Montréal, Québec, Kanada
| Lag | 1 | 2 | 3 | F |
| --- | - | - | - | - |
| Sovjet | 2 | 2 | 3 | 7 |
| Kanada | 2 | 0 | 1 | 3 |
| V: Tretjak (1-0-0) F: Dryden (0-1-0)                                                                                         |   |   |   |   |
| Sovjet: Zimin (2), Petrov (1), Charlamov (2), Michajlov (1), Jakusjev (1) Kanada: P. Esposito (1), Henderson (1), Clarke (1) |   |   |   |   |

Match 2: 4 september 1972, Maple Leaf Gardens, Toronto, Ontario, Kanada
| Lag                                                                                             | 1 | 2 | 3 | F |
| ----------------------------------------------------------------------------------------------- | - | - | - | - |
| Sovjet                                                                                          | 0 | 0 | 1 | 1 |
| Kanada                                                                                          | 0 | 1 | 3 | 4 |
| V: T. Esposito (1-0-0) F: Tretjak (1-1-0)                                                       |   |   |   |   |
| Sovjet: Jakusjev (2) Kanada: P. Esposito (2), Cournoyer (1), P. Mahovlich (1), F. Mahovlich (1) |   |   |   |   |

Match 3: 6 september 1972, Winnipeg Arena, Winnipeg, Manitoba, Kanada
| Lag | 1 | 2 | 3 | F |
| --- | - | - | - | - |
| Sovjet | 1 | 3 | 0 | 4 |
| Kanada | 2 | 2 | 0 | 4 |
| O: Tretjak (1-1-1), T. Esposito (1-0-1)                                                                                     |   |   |   |   |
| Sovjet: Petrov (2), Charlamov (3), Lebedev (1), Bodunov (1) Kanada: Parise (1), Ratelle (1), P. Esposito (3), Henderson (2) |   |   |   |   |

Match 4: 8 september 1972, Pacific Coliseum, Vancouver, British Columbia, Kanada
| Lag | 1 | 2 | 3 | F |
| --- | - | - | - | - |
| Sovjet | 2 | 2 | 1 | 5 |
| Kanada | 0 | 1 | 2 | 3 |
| V: Tretiak (2-1-1) F: Dryden (0-2-0)                                                                           |   |   |   |   |
| Sovjet: Michajlov (2, 3), Blinov (1), Vikulov (1), Sjadrin (1) Kanada: Perrault (1), Goldsworthy (1), Hull (1) |   |   |   |   |

Match 5: 22 september 1972, Luzhniki Sportpalats, Moskva, Sovjetunionen
| Lag | 1 | 2 | 3 | F |
| --- | - | - | - | - |
| Kanada | 1 | 2 | 1 | 4 |
| Sovjet | 0 | 0 | 5 | 5 |
| V: Tretjak (3-1-1) F: T. Esposito (1-1-1)                                                                            |   |   |   |   |
| Kanada: Parise (2), Clarke (2), Henderson (3, 4) Sovjet: Blinov (2), Anisin (1), Sjadrin (2), Gusev (1), Vikulov (2) |   |   |   |   |

Match 6: 24 september 1972, Luzhniki Sportpalats, Moskva, Sovjetunionen
| Lag                                                                              | 1 | 2 | 3 | F |
| -------------------------------------------------------------------------------- | - | - | - | - |
| Kanada                                                                           | 0 | 3 | 0 | 3 |
| Sovjet                                                                           | 0 | 2 | 0 | 2 |
| V: Dryden (1-2-0) F: Tretjak (3-2-1)                                             |   |   |   |   |
| Kanada: Hull (2), Cournoyer (2), Henderson (5) Sovjet: Ljapkin (1), Jakusjev (3) |   |   |   |   |

Match 7: 26 september 1972, Luzhniki Sportpalats, Moskva, Sovjetunionen
| Lag                                                                                        | 1 | 2 | 3 | F |
| ------------------------------------------------------------------------------------------ | - | - | - | - |
| Kanada                                                                                     | 2 | 0 | 2 | 4 |
| Sovjet                                                                                     | 2 | 0 | 1 | 3 |
| V: T. Esposito (2-1-1) F: Tretjak (3-3-1)                                                  |   |   |   |   |
| Kanada: P. Esposito (4, 5), Gilbert (1), Henderson (6) Sovjet: Jakusjev (4, 5), Petrov (3) |   |   |   |   |

Match 8: 28 september 1972, Luzhniki Sportpalats, Moskva, Sovjetunionen
| Lag | 1 | 2 | 3 | F |
| --- | - | - | - | - |
| Kanada | 2 | 1 | 3 | 6 |
| Sovjet | 2 | 3 | 0 | 5 |
| V: Dryden (2-2-0) F: Tretjak (3-4-1) |   |   |   |   |
| Kanada: P. Esposito (6, 7), Park (1), White (1), Cournoyer (3), Henderson (7) Sovjet: Jakusjev (6, 7), Lutjenko (1), Sjadrin (3), Vasiljev (1) |   |   |   |   |

Kanada vann matchserien med 4 vinster, 3 förluster och 1 oavgjord.